# Louise Schmidt (Malerin)
Wilhelmine Friederike Louise Christine Schmidt, auch Luise Schmidt (* 20. November 1855 in Elmenhorst; † 24. Mai 1924 in Schwerin), war eine deutsche Malerin, Zeichnerin und Grafikerin.

## Leben
Louise Schmidt war eine Tochter des Pastors (Friedrich) Gustav (Wilhelm) Schmidt (1812–1863), der seit 1848 in Elmenhorst im ritterschaftlichen Amt Grevesmühlen wirkte und 1856 Superintendent des Parchimer Kirchenkreises wurde, und dessen Ehefrau Hermine, geborene Walter (1821–1913), Tochter eines Seminarinspektors und Hofpredigers aus Ludwigslust. Ihre Geschwister waren Therese (* 1853), Walter (1858–1925) und Johannes (1861–1941).
Schmidt bildete sich zunächst an der „Akademie für Zeichnen, Malen und Modellieren“ von David Simonson in Dresden und 1875/1876 im Atelier des Porträtmalers Gottlieb Biermann sowie bei Franz Skarbina in Berlin: 1881 und 1885 hielt sie sich in Paris auf, wo sie sich bei Jean-Jacques Henner, Émile Auguste Carolus-Duran und Jean-Joseph Benjamin-Constant im Porträtfach weiterbildete. Von Anfang Oktober 1899 bis Ende März 1908 war sie als Kunststudentin in München gemeldet und besuchte zwischenzeitlich mehrfach ihre Familie in Schwerin. Im Sommer 1902 nahm sie an einem Studienaufenthalt in Diessen am Ammersee teil; im Juni und Juli 1903 schloss sie sich der Exkursion der „Malschule Kandinsky“ nach Kallmünz bei Regensburg an, an der außer Wassily Kandinsky selbst Gabriele Münter und weitere Schülerinnen teilnahmen.
Bis zu ihrem Tod war sie anschließend in Schwerin tätig.

## Werk
Im Rahmen der Ausbildung kopierte Louise Schmidt nach älteren, vor allem niederländischen Meistern, unter anderem nach Gemälden von Michiel van Mierevelt und Ferdinand Bol. Nach ihrer Spezialisierung zur Porträtmalerin erhielt sie bereits in den 1880er und 1890er Jahren und auch später noch zahlreiche offizielle Aufträge zu Bildnissen Mecklenburger Persönlichkeiten, darunter das des Oberkirchenrats Theodor Kliefoth, eines Schwagers der Mutter (1880), des Staatsrats Hermann von Buchka (1893), des Staatsministers Alexander von Bülow (1893), des Staatsrats Bodo von Bülow (1893), des Staatsministers Carl von Bassewitz-Levetzow, des Staatsrats Georg Wilhelm von Wetzell (1894), des Kunsthistorikers Friedrich Schlie (1898) sowie privater Auftraggeber. Im Auftrag des Schweriner Großherzoglichen Hofes entstanden die Kopie des Bildnisses des Herzogs Adolf Friedrich I. (1900) sowie das Bildnis des Herzog-Regenten Friedrich Franz IV. in Uniform (1907) mit mehreren Kopien. Für die Dorfkirche Groß Brütz kopierte sie das Altarbild Kreuzigung nach Carl Gottfried Pfannschmidt. In ihrer Münchner Zeit entstanden Zeichnungen und Lithographien nach dem lebenden Modell und als Kompositionen nach den Skizzen ihrer Studienaufenthalte.

## Arbeiten (Auswahl)
- Bildnis des Generalintendanten Carl Freiherr von Ledebur (1897/98)
- Bildnis Eduard Freiherr Riederer von Paar zu Schönau (1898)
- Bildnis des Bildhauers Prof. Hugo Berwald (1898): Staatliches Museum Schwerin
- Bildnis des Oberhofpredigers Wolrad Wolff, Auftrag des Herzog-Regenten für die Schlosskirche in Schwerin 1899
- Bildnis des Hofkapellmeisters Hermann Zumpe (1900)
- Bildnis des Theaterdirektors Johann Friedrich Schönemann, Auftrag des Hofes 1903
- Bildnis des Kammersängers Josef von Witt als Wilhelm Meister in Thomas „Mignon“, Auftrag des Hofes 1906
- Bildnis der Schauspielerin Aline Friede als Norma (1909)
- Bildnis des Hamburger Bürgermeisters Dr. Max Predöhl (1911)
- Bildnis der Frau Predöhl, Mutter des Hamburger Bürgermeisters Max Predöhl (1911)
- Bildnis Staatsrat Adolf von Pressentin (1915): Staatliches Museum Schwerin
- Bildnis des Staatsministers a. D. Dr. Wolf Langfeld (1916): Staatliches Museum Schwerin
- Bildnis Hermine Schmidt, geb. Walter
- Bildnis der Frau Präsidentin Scholz-Forni
- Bildnis der Frau von Flotow-Wohlow
- Bildnis einer Frau mit blonden Haaren (Selbstbildnis?), Lithographie, ca. 33 × 27 cm; signiert: L.Schmidt-München (Privatbesitz)

## Archivalien
- Acta betr. die Malerin Louise Schmidt zu Schwerin 1872–1912. Schwerin, Staatsarchiv, Großherzogliches Kabinett III, Signatur: 5053.